# オランダ正月
オランダ正月（オランダしょうがつ）は、江戸時代に長崎の出島在住のオランダ人たちや、江戸の蘭学者たちによって行われた、太陽暦（グレゴリオ暦）による正月元日を祝う宴である。「紅毛正月」「オランダ冬至」などと呼ばれることもある。

## 長崎のオランダ正月
元々は長崎出島のオランダ商館で行われた、日本在留のオランダ人の風習。オランダ（ネーデルラント連邦共和国）においてキリスト教暦で12月25日のキリスト生誕日が祝われる中、キリストを信仰しないユダヤ人が、クリスマスから数えて8日目に当たる元日を、男児がユダヤ人として認められる生後8日目のイエスの割礼日として祝ったもの。
江戸幕府によるキリスト教禁令のため、表だってクリスマスを祝うことができなかったオランダ人が、代わりとして冬至に合わせて「オランダ冬至」として開催し、また日本の正月の祝いをまねて太陽暦による正月元日に、出島勤めの幕府役人や出島乙名（町役人）、オランダ語通詞たち日本人を招いて西洋料理を振る舞い、オランダ式の祝宴を催したのが始まりである。これを長崎の人々は阿蘭陀正月と呼んだ。やがて長崎に住む日本人とりわけオランダ通詞らの家でも、これを真似てオランダ式の宴が催されることもあった。文政年間（1818年 - 1829年）の『長崎名勝図絵』では献立が記されており、牛肉・豚肉・アヒルなどの肉料理やハム、魚のバター煮、カステラ（ポルトガルのそれでは無く、ケーキ類と考えられる）、コーヒーなどが饗されていたようだが、招かれた日本の役人はほとんど手をつけずに持ち帰ったともいう。このため、商館側もオランダ料理とは別に日本料理を用意していたといわれている。

## 江戸芝蘭堂のオランダ正月
江戸時代中期に活躍した通詞吉雄耕牛（幸左衛門）の自宅は、2階にオランダから輸入された家具を配して「阿蘭陀坐敷」と呼ばれており、庭園もオランダ渡りの動植物にあふれ、長崎の名所となっていた。通詞以外の全国の蘭学者も多く師事した耕牛の家では、やはり太陽暦の元日に合わせ、オランダ正月が催されていた。江戸の蘭学者で指導的な地位にあった大槻玄沢も、この吉雄家洋間のオランダ正月に参加して感銘を受けた。
歴代のオランダ商館長（カピタン）は定期的に江戸へ参府することが義務づけられていたが、寛政6年（1794年）のヘイスベルト・ヘンミー（Gijsbert Hemmij）の江戸出府でオランダ人と初めて対談した大槻玄沢は、これを機にこの年の閏11月11日が西暦で1795年1月1日に当たることから、京橋区水谷町にあった自宅の塾芝蘭堂に、多くの蘭学者やオランダ風物の愛好家を招き、新元会（元日の祝宴）を催した。ロシアへ漂流した大黒屋光太夫なども招待されていた。
これが江戸におけるオランダ正月の嚆矢となる。記念すべき第1回の江戸オランダ正月は津藩の市川岳山が描く『芝蘭堂新元会図』で知られ、出席者による寄せ書きがされており、当日の楽しげな様子が十分窺える。大きな机にはワイングラス、フォーク、ナイフなどが置かれ、部屋には洋式絵画が飾られている。出席者は他に玄沢の師でありすでに『解体新書』の翻訳で名を上げていた杉田玄白や、玄沢の弟子の宇田川玄随、稲村三伯などがいた。
オランダ正月の背景には、8代将軍徳川吉宗による洋書輸入の一部解禁以降、蘭学研究が次第に盛んとなり、この頃には蘭癖と称されたオランダ文化の愛好家が増加していたことがある。蘭癖らの舶来趣味に加え、新しい学問である蘭学が一定の市民権を得ていたことを受け、日本の伝統的正月行事に把われることなく、蘭学者たちが親睦を深め、自らの学問の隆盛を願い、最新情報の交換を行う集まりとして、以後も毎年行われるようになっていった。
ただし、当時使用されていた寛政暦などの太陰太陽暦と西洋のグレゴリオ暦とのずれは毎年異なっていたため、便宜上、翌年以降は冬至（太陽暦では毎年ほぼ同じ日であり、太陽太陰暦の計算にも使用される）から数えて第11日目にオランダ正月の賀宴を開催するのが恒例となった。玄沢の子・大槻磐里が没する天保8年（1837年）まで計44回開かれたという。
一方、日本で祝宴を開いた1795年1月のオランダ（ネーデルラント連邦共和国）では、その国土がフランス革命軍に占領され、オランダ国が滅亡した月である。同時に、オランダ国であった土地で、フランスの衛星国バタヴィア共和国が建国を宣言した。そして、オランダ国は、1815年にネーデルラント連合王国が建国するまでの20年間、地球上に存在していなかった。すなわち、蘭癖の日本人は、オランダ滅亡と同時に存在しないオランダの正月を祝い始めたことになる。